# Tipula (Trichotipula) gertschi
Tipula (Trichotipula) gertschi is een tweevleugelige uit de familie langpootmuggen (Tipulidae). De soort komt voor in het Nearctisch gebied.